# PlayStation Vita 2000
PlayStation Vita 2000 (プレイステーション・ヴィータ?, Pureisutēshon Vīta 2000), conosciuta anche come PlayStation Vita Slim (il nome ufficiale rimane comunque PlayStation Vita), è una console portatile per videogiochi prodotta da Sony Interactive Entertainment, svelata ufficialmente alla stampa a Tokyo il 9 settembre 2013. Il dispositivo è il primo restyling di PlayStation Vita, è disponibile in Giappone dal 10 ottobre 2013 in sei colorazioni, nel Regno Unito dal 7 febbraio 2014, in Nord America dal 6 maggio 2014, in Australia dal 4 giugno 2014 e in Europa dal 18 giugno 2014.
Questo nuovo modello della serie PCH-2000 è più sottile del 20%, più leggero del 15%, ha un'ora in più di vita della batteria, lo schermo OLED è stato rimosso a favore di un LCD, include una porta micro USB Tipo B e 1GB di archiviazione interna. In aggiunta, Sony ha introdotto anche una nuova memory card da 64 GB. Non è stato annunciato un modello con 3G integrato.